# Jair da Costa
Jair da Costa   (Santo André, 9 de juliol de 1940 - Osasco, 26 d'abril de 2025) va ser un futbolista brasiler. Va formar part de l'equip brasiler a la Copa del Món de 1962.
Va jugar com a titular la final de la Copa d'Europa de 1964, que l'Inter va guanyar contra el Reial Madrid per 3 a 1 al Praterstadion de Viena, la primera victòria del club en la competició. També va jugar com a titular, i va marcar el gol de la victòria, a la final de la Copa d'Europa de 1965, que l'Inter va guanyar contra el SL Benfica per 1 a 0 a San Siro, la segona victòria consecutiva de l'Inter en la competició.

## Palmarès
Inter
- Serie A: 1962–63, 1964–65, 1965–66, 1970–71[4]
- Copa d'Europa de futbol: 1963–64, 1964–651963–64, 1964–65
- Copa Intercontinental de futbol: 1964, 1965

Santos
- Campionat paulista: 1973

Brasil
- Copa del Món de futbol: 1962